# الدريهمية
الدريهمية حي سكني من أحياء مدينة الزبير في قضاء الزبير في محافظة البصرة جنوب العراق، الدريهمية مقاطعة رقمها 12، ومساحتها 8000 دونم عراقي، وهي من معالم الزبير. وعدد مساكنها 2162 مسكناً حتى سنة 2013م. وعدد سكانها 27582 حتى سنة 2019، وكان في الدريهمية جنوب شرق الزبير، قصرٌ دائري بُني لحماية الآبار هناك، وكانت آبار الدريهمية هي المشرب الأساسي لأهل الزبير قبل وصول إسالة الماء إليهم سنة 1936، وحين بُني سورٌ لبلدة الزبير لحمايتها من الغزو، أُنشئ للزبير أربعة أبواب، تُسمى دراويز، ومنها دروازة الدريهمية جنوب بلدة الزبير، وكانت الدريهمية يومئذٍ خارج بلدة الزبير، بُنيت للدريهمية سدّة ترابية لحماية مائها، كانت المسافة بينها وبين بلدة الزبير 8 كيلومترات.
 قال حسين بن سعدون في كتابه (البصرة ذات الوشاحين) «وفي عام 1211 هـ - 1796م تعرّضت الزبير إلى عزوات سعود بن عبد العزيز مما دفع بالدولة العثمانية أن تقوم في عام 1217 هـ - 1802م بتسوير مدينة الزبير لصد الغارات عنها». وقال ابن بشر في تاريخه لحوادث أواخر سنة 1218 الهجرية "وفي هذه السنة كانت غزوة البصرة وهدم قصر الدريهمية مشرب أهل الزبير وقتل مَن كان فيه" وقال "ثم إن سعوداً أمر أن يحشدوا على القصر فحشدوا على قصر الدريهمية فهدموه وقتلوا أهله"، وذُكر في كتاب (الشيخ محمد أمين الشنقيطي؛ حياته-مذكراته-علاقته بملوك وشيوخ الجزيرة العربية) أنه «كانت الزبير يومئذ مدينة بسيطة معظم أبنيتها من اللبن والطين، ولم تكن فيها إسالة ماء، بل كان الناس يشربون الماء من غدير كبير يتجمع فيه ماء المطر ويعرف ب «الدريهمية»». حدود مقاطعة الدريهمية من الشرق طريق الزبير سفوان ومن الشمال مقاطعة طلحة رقم 3، ومن الغرب مقاطعة الزبير رقم 1، ومن الجنوب مقاطعتا الذروية رقم 13، والرافضية الغربية رقم 5.